# 第48回カンヌ国際映画祭
第48回カンヌ国際映画祭（だい48かいカンヌこくさいえいがさい）は、1995年5月17日から5月28日にかけて開催された。

## 受賞結果
- パルム・ドール：『アンダーグラウンド』（エミール・クストリッツァ）
- グランプリ：『ユリシーズの瞳』（テオ・アンゲロプロス）
- 審査員特別賞：『キャリントン』（クリストファー・ハンプトン）
- 審査員賞：『N'oublie pas que tu vas mourir』（グザヴィエ・ボーヴォワ）
- 監督賞：マチュー・カソヴィッツ（『憎しみ』）
- 男優賞：ジョナサン・プライス（『キャリントン』）
- 女優賞：ヘレン・ミレン（『英国万歳!』）
- カメラ・ドール：ジャファール・パナヒ（『白い風船』）

## 審査員

### コンペティション部門
- 審査委員長
  - ジャンヌ・モロー（フランス/女優）
- 審査員
  - ジャンニ・アメリオ（イタリア/監督）
  - ガストン・カボーレ（ブルキナファソ/監督）
  - ジョン・ウォーターズ（アメリカ/監督）
  - ジャン＝クロード・ブリアリ（フランス/俳優）
  - マリア・ズヴェレヴァ（ロシア/脚本家）
  - フィリップ・ルースロ（フランス/撮影監督）
  - ミケーレ・レイ・ガヴラス（フランス/プロデューサー）
  - エミリオ・ガルシア・リエラ（メキシコ/批評家）
  - ナディン・ゴーディマー（南アフリカ/作家）

## 上映作品

### コンペティション部門
| 題名 原題                                                          | 監督                                    | 製作国                            |
| ------------------------------------------------------------------ | --------------------------------------- | --------------------------------- |
| エンジェル&インセクト/背徳の館 Angels and Insects                  | フィリップ・ハース                      | アメリカ合衆国 イギリス           |
| Between the Devil and the Deep Blue Sea                            | マリオン・ヘンセル                      | ベルギー フランス イギリス        |
| ラングーンを越えて Beyond Rangoon                                  | ジョン・ブアマン                        | イギリス アメリカ合衆国           |
| キャリントン Carrington                                            | クリストファー・ハンプトン              | イギリス フランス                 |
| デッドマン Dead Man                                                | ジム・ジャームッシュ                    | アメリカ合衆国                    |
| エド・ウッド Ed Wood                                               | ティム・バートン                        | アメリカ合衆国                    |
| 好男好女 好男好女                                                  | ホウ・シャオシェン                      | 台湾                              |
| Historias del Kronen (Stories from the Kronen)                     | モンチョ・アルメンダリス                | スペイン                          |
| ジェファソン・イン・パリ/若き大統領の恋 Jefferson in Paris         | ジェームズ・アイヴォリー                | アメリカ合衆国 フランス           |
| KIDS/キッズ Kids                                                   | ラリー・クラーク                        | アメリカ合衆国                    |
| 愛に戸惑って L' Amore molesto                                      | マリオ・マルトーネ                      | イタリア                          |
| ロスト・チルドレン La Cité des enfans perdus                       | ジャン＝ピエール・ジュネ マルク・キャロ | フランス ドイツ スペイン          |
| 憎しみ La haine                                                    | マチュー・カソヴィッツ                  | フランス                          |
| 大地と自由 Land and Freedom                                        | ケン・ローチ                            | イギリス スペイン ドイツ イタリア |
| N'oublie pas que tu vas mourir (Don't Forget You're Going to Die ) | グザヴィエ・ボーヴォワ                  | フランス                          |
| メフィストの誘い O Convento                                        | マノエル・ド・オリヴェイラ              | ポルトガル フランス               |
| Senatorul melcilor (The Snails' Senator)                           | ミルチャ・ダネリウク                    | ルーマニア                        |
| 写楽                                                               | 篠田正浩                                | 日本                              |
| 英国万歳! The Madness of King George                               | ニコラス・ハイトナー                    | イギリス                          |
| ネオン・バイブル The Neon Bible                                    | テレンス・デイヴィス                    | イギリス                          |
| ユリシーズの瞳 Το βλέμμα του Οδυσσέα                               | テオ・アンゲロプロス                    | ギリシャ フランス イタリア 他     |
| アンダーグラウンド Underground                                     | エミール・クストリッツァ                | ユーゴスラビア フランス ドイツ    |
| Waati                                                              | スレイマン・シセ                        | マリ ブルキナファソ フランス      |
| 上海ルージュ 搖啊搖, 搖到外婆橋                                    | チャン・イーモウ                        | 中国                              |

### ある視点部門
| 題名 原題                                                                 | 監督                                          | 製作国                  |
| ------------------------------------------------------------------------- | --------------------------------------------- | ----------------------- |
| A részleg                                                                 | ペーテル・ゴタール                            | ハンガリー              |
| おとぼけオーギュスタン Augustin                                           | アンヌ・フォンテーヌ                          | フランス                |
| Bye-Bye                                                                   | カリム・ドリディ                              | フランス                |
| ジョン・キャンディの大進撃 Canadian Bacon                                 | マイケル・ムーア                              | アメリカ合衆国          |
| Etz Hadomim Tafus                                                         | エリ・コーヘン                                | イスラエル              |
| Evening Liaison                                                           | チャン・イー・フェイ                          | イギリス領香港          |
| ジョージア Georgia                                                        | ウール・グロスバード                          | アメリカ合衆国 フランス |
| Haramuya                                                                  | ドリッサ・トゥーレ                            | ブルキナファソ フランス |
| Harndradhanura Chhai                                                      | スサント・ミスラ                              | インド                  |
| L'Aube à l'envers                                                         | ソフィー・マルソー                            | フランス                |
| いちばん美しい年齢 Le plus bel âge...                                     | ディディエ・オードパン                        | フランス                |
| Lessons in the Language of Love                                           | スコット・パターソン                          | アメリカ合衆国          |
| Liev-s-sedoi Borodoi                                                      | アンドレイ・フリャノフスキー                  | ロシア                  |
| リスボン物語 Lisbon Story                                                 | ヴィム・ヴェンダース                          | ドイツ ポルトガル       |
| Mouzyka dlia dekabria                                                     | イワン・ディホヴィッチニー                    | ロシア                  |
| Nobat e Asheghi                                                           | モフセン・マフマルバフ                        | イラン                  |
| Kaki bakar (The Arsonist)                                                 | ウ・ウェイ・ビン・ハジサアリ                  | マレーシア              |
| Rude                                                                      | クレメント・ヴァーゴ                          | カナダ                  |
| サラーム・シネマ Salam Cinema                                             | モフセン・マフマルバフ                        | イラン                  |
| Tempo di viaggio                                                          | トニーノ・グエッラ アンドレイ・タルコフスキー | イタリア                |
| ウェールズの山 The Englishman Who Went Up a Hill But Came Down a Mountain | クリストファー・マンガー                      | イギリス                |
| The Monkey Kid                                                            | ワン・シャオイェン                            | 中国 アメリカ合衆国     |
| The Poison Tasters                                                        | ウルリク・テール                              | アメリカ合衆国          |
| デンバーに死す時 Things to Do in Denver When You're Dead                  | ゲイリー・フレダー                            | アメリカ合衆国          |
| Two Nudes Bathing                                                         | ジョン・ブアマン                              | アイルランド            |
| 想い出の微笑 Unstrung Heroes                                              | ダイアン・キートン                            | アメリカ合衆国          |

### 特別招待作品
| 題名 原題                                   | 監督                     | 製作国              |
| ------------------------------------------- | ------------------------ | ------------------- |
| デスペラード Desperado                      | ロバート・ロドリゲス     | アメリカ合衆国      |
| 死の接吻 Kiss of Death                      | バーベット・シュローダー | アメリカ合衆国      |
| ユージュアル・サスペクツ The Usual Suspects | ブライアン・シンガー     | アメリカ合衆国      |
| クイック&デッド The Quick and the Dead      | サム・ライミ             | アメリカ合衆国 日本 |
| 誘う女 To Die For                           | ガス・ヴァン・サント     | アメリカ合衆国      |